# Jeff Tracy
Jeff Tracy is een personage uit de poppen-televisieserie Thunderbirds en de drie op deze serie gebaseerde films. Hij is de oprichter van International Rescue en de vader van Scott, John, Virgil, Gordon en Alan.
Jeff verblijft het grootste deel van de tijd op Tracy Eiland en coördineert reddingsacties van achter zijn bureau.
Peter Dyneley verzorgde de stem van Jeff in de televisieserie en de eerste twee films. In de live-actionfilm uit 2004 werd Jeff gespeeld door Bill Paxton.

## Biografie
Jeff Tracy werd geboren in Kansas als de zoon van een boer. Door het werken met de landbouwmachines van zijn vader verkreeg Jeff grote kennis op het gebied van mechanica, wat hem een voordeel gaf bij zijn latere studie.
Na zijn studie te hebben afgemaakt ging Jeff werken bij de United States Air Force, waar hij diende als piloot en ondertussen bijscholingen volgde. Hij trainde tevens om astronaut te worden. Bij de luchtmacht maakte Jeff snel promotie, hij was een van de jongste personen die de rang kolonel kreeg.
Na zijn astronautentraining te hebben afgemaakt werd Jeff te werk gesteld op het Kennedy Space Center. Hier leerde hij Kyrano kennen. Jeff was een van de astronauten die deelnamen aan de eerste reis naar de maan (toen de serie werd gemaakt had de eerste maanlanding nog niet plaatsgevonden), waar hij meehielp aan het opzetten van de primaire basis waar zich later monteurs en onderzoekers konden vestigen.
Na deze ruimtereis richtte Jeff een eigen bedrijf op, genaamd Tracy Aerospace. Rond dezelfde tijd leerde Jeff zijn latere vrouw kennen (haar naam werd in de serie niet gegeven, maar volgens de meeste bronnen heet ze Lucille). De twee kregen vijf kinderen, maar Jeff was vaak weg vanwege zijn werk. Na de dood van zijn vrouw (hoe ze precies is gestorven werd eveneens niet gegeven, maar een veel gehoorde theorie is dat ze stierf bij de geboorte van Alan) trok Jeff zich terug om zijn zonen zelf op te voeden.
Jaren later begon Jeff met het maken van plannen voor een internationale reddingsorganisatie. Hij had inmiddels een fortuin verdiend met zijn bedrijf en met zijn eerdere werk bij de luchtmacht en als astronaut. Van dit fortuin kocht hij een eiland in de Grote Oceaan, zogenaamd om met zijn familie rustig te gaan wonen. In werkelijkheid liet hij het eiland ombouwen tot hoofdkwartier van International Rescue.
Bij aanvang van de serie was Jeff reeds 56 jaar oud. Hij ging zelf dan ook niet mee op reddingsmissies, maar speelde wel een belangrijke rol als coördinator.

## 2004 film
In de Thunderbirdsfilm uit 2004 was Jeff duidelijk jonger dan in de serie. Bovendien ging hij in de film wel mee op reddingsmissies.

## Thunderbirds are Go
Jeff is een van de weinige personages uit de originele serie die niet meespelen in de remake uit 2015, Thunderbirds Are Go. In deze serie wordt hij vermist sinds een vliegtuigongeluk, waarvan sterk wordt gesuggereerd dat The Hood hierachter zit. 